# Michael Wright (ciclista)
Michael Wright (Bishop's Stortford, 25 marzo 1941) è un ex ciclista su strada britannico.
Professionista tra il 1962 e il 1976, vinse tre tappe al Tour de France e quattro alla Vuelta a España.

## Carriera
Da dilettante partecipò ai mondiali del 1961, classificandosi quindicesimo. Passò professionista nel 1962 con la belga Wiel's-Groene Leeuw, vincendo nella prima stagione il Grand Prix du Brabant Wallon. Nel 1964 si impose al Grand Prix de Denain, al Tour du Condroz e in una tappa del Tour du Nord, mentre il 1965 lo vide vincitore della Hoeilaart-Diest-Hoeilaart e della tappa di Auxerre del Tour de France. Nel 1966 vinse la Bruxelles-Verviers e nel 1967 la tappa di Strasburgo  del Tour de France.
Nel 1968 passò alla francese Bic diretta da Raphaël Géminiani, con cui vinse due tappe alla Vuelta a España (Lleida e Salou) e una tappa al Tour de Luxembourg. Nel 1969 fece sue una tappa alla Vuelta al País Vasco, due tappe alla Vuelta a España (Badajoz e Barbastro), il Tour du Condroz e due tappe al Tour du Nord. Nel 1970 vinse una tappa alla Volta Ciclista a Catalunya.
Nel 1972 passò alla nuova Gitane di André Desvages, con cui vinse la tappa di Aubagne al Tour de France 1973 e il Circuit du Port de Dunkerque nel 1974. Terminò l'attività agonistica nel 1976: in carriera partecipò a otto edizioni del Tour de France, tre della Vuelta a España, una del Giro d'Italia e per dodici volte ai campionati del mondo.

## Palmarès
- 1962 (Wiel's-Groene Leeuw, una vittoria)

Grand Prix du Brabant Wallon
- 1964 (Wiel's-Groene Leeuw, tre vittorie)

Grand Prix de Denain
Tour du Condroz
2ª tappa Tour du Nord (Calais > Arras)
- 1965 (Wiel's-Groene Leeuw, due vittorie)

Hoeilaart-Diest-Hoeilaart
20ª tappa Tour de France (Lione > Auxerre)
- 1966 (Wiel's-Groene Leeuw, una vittoria)

Bruxelles-Verviers
- 1967 (Groene Leeuw, una vittoria)

7ª tappa Tour de France (Metz > Strasburgo)
- 1968 (Bic, quattro vittorie)

2ª tappa Vuelta a España (Saragozza > Lleida)
4ª tappa Vuelta a España (Barcellona > Salou)
Flèche Hesbignonne-Cras Avernas
1ª tappa, 1ª semitappa Tour de Luxembourg (Lussemburgo > Bettembourg)
- 1969 (Bic, sei vittorie)

1ª tappa Vuelta al País Vasco (Eibar > Vitoria)
1ª tappa, 1ª semitappa Vuelta a España (Badajoz > Badajoz)
13ª tappa Vuelta a España (Moya > Barbastro)
Tour du Condroz
1ª tappa Tour du Nord (Roubaix > Calais)
4ª tappa Tour du Nord (Cambrai > Anzin)
- 1970 (Bic, una vittoria)

3ª tappa Volta a Catalunya (Tortosa > Lleida)
- 1973 (Gitane, una vittoria)

10ª tappa Tour de France (Nizza > Aubagne)
- 1974 (Sonolor, una vittoria)

Circuit du Port de Dunkerque
- 1976 (Ijsboerke-Colnago, una vittoria)

Circuit de Niel

### Altri successi
- 1963

Criterium di Hoegaarden
- 1964

Criterium di Bilzen
Criterium di Bonheiden
Criterium di Visé
- 1965

Criterium di Londra
- 1966

Criterium di Bierbeek
Criterium di Hoogstraten
Criterium di Kontich
Criterium di Malines
- 1967

Criterium di Pamel
Criterium di Vaux
- 1968

Criterium di Strombeek-Bever
Criterium di Hasselt
- 1969

Criterium di Ekeren
Criterium di Lessines
- 1971

Criterium di Wattrelos
- 1974

Criterium di Sin-le-Noble
Criterium di Wattrelos
- 1975

Criterium di Geraardsbergen

## Piazzamenti

### Grandi Giri
- Tour de France

1964: 56º
1965: 24º
1967: ritirato (11ª tappa)
1968: 28º
1969: 71º
1972: 55º
1973: 57º
1974: 57º
- Vuelta a España

1968: 14º
1969: 5º
1970: 39º

### Classiche monumento
- Giro delle Fiandre

1965: 27º
1967: 41º
1968: 81º
- Parigi-Roubaix

1962: 69º
1964: 37º
1965: 17º
1969: 13º
- Liegi-Bastogne-Liegi

1964: 13º
1965: 5º
1971: 25º
1974: 26º

### Competizioni mondiali
- Campionati del mondo

Berna 1961 - In linea dilettanti: 15º
Salò 1962 - In linea: ritirato
Ronse 1963 - In linea: 13º
Sallanches 1964 - In linea: 13º
San Sebastián 1965 - In linea: ritirato
Nürburgring 1966 - In linea: ritirato
Heerlen 1967 - In linea: ritirato
Imola 1968 - In linea: ritirato
Zolder 1969 - In linea: ritirato
Leicester 1970 - In linea: 32º
Gap 1972 - In linea: ritirato
Yvoir 1975 - In linea: ritirato
Ostuni 1976 - In linea: 31º